# Baieroxylon
Baieroxylon es un género extinto de planta perteneciente a la familia Ginkgoaceae. Fueron encontrados en todo el mundo en sedimentos del Triásico, Jurásico y Cretácico.

## Ubicación
- Argentina.[1]
- Alemania.[2]
- Brasil en, el geoparque Paleorrota, Formación Santa Maria, Triásico Superior.[3]
- Chile.